# Championnats panaméricains juniors d'athlétisme 2019
Navigation
Ch. panaméricains juniors 2017 Ch. panaméricains juniors 2021
La 20e édition des championnats panaméricains juniors d'athlétisme se déroule à San José, au Costa Rica, du 19 au 21 juillet 2019, au sein du Stade national.

## Résultats

### Hommes
| Épreuve | Or                                                                       | Or            | Argent                                                             | Argent   | Bronze                                                                        | Bronze   |
| --- | ------------------------------------------------------------------------ | ------------- | ------------------------------------------------------------------ | -------- | ----------------------------------------------------------------------------- | -------- |
| 100 mètres +0.5 m/s | Matthew Boling États-Unis                                                | 10.11         | Oblique Seville Jamaïque                                           | 10.21    | Michael Stephens Jamaïque                                                     | 10.34    |
| 200 mètres +0.0 m/s | Matthew Boling États-Unis                                                | 20.31         | Kennedy Lightner États-Unis                                        | 20.56    | Lucas Conceição Vilar Brésil                                                  | 20.70    |
| 400 mètres | Justin Robinson États-Unis                                               | 45.04         | Myles Misener-Daley Canada                                         | 45.62    | Bovel McPherson Jamaïque                                                      | 45.97    |
| 800 mètres | Raul Neri Mexique                                                        | 1:49.10       | Darius Kipyego États-Unis                                          | 1:49.46  | Agnaldo Barboza Brésil                                                        | 1:49.48  |
| 1 500 mètres | Foster Malleck Canada                                                    | 3:47.05       | Carter Free Canada                                                 | 3:48.29  | John Castro Porto Rico                                                        | 3:49.05  |
| 5 000 mètres | Joshua Desonuza Canada                                                   | 15:17.15      | Marc-Andre Trudeau Canada                                          | 15:17.56 | Cesar Daniel Gómez Ponce Mexique                                              | 15:18.64 |
| 10 000 mètres | Daniel Kilrea États-Unis                                                 | 30:49.45      | Nicholas Yanek États-Unis                                          | 31:06.06 | Frank Luján Pérou                                                             | 31:07.87 |
| 110 mètres haies +2.7 m/s | Eric Edwards Jr. États-Unis                                              | 13.11         | Tai Brown États-Unis                                               | 13.36    | Akeem Cargill Jamaïque                                                        | 13.56    |
| 400 mètres haies | Alison dos Santos Brésil                                                 | 48.49 PRU20   | James Smith États-Unis                                             | 49.84    | Rovane Williams Jamaïque                                                      | 50.29    |
| 3 000 m steeple | Cesar Daniel Gómez Ponce Mexique                                         | 9:11.05       | Julio Palomino Pérou                                               | 9:14.39  | Tate Wyatt Canada                                                             | 9:19.23  |
| 4 × 100 m | États-Unis Arian Smith Justin Ofotan Marcellus Moore Matthew Boling      | 38.62 WRU20   | Jamaïque Oblique Seville Michali Everett Xavier Nairne Kevon Stone | 39.20    | Brésil Arielton Costa Lucas Rodrigues Lucas Conceição Vilar Erik Barbosa      | 39.42    |
| 4 × 400 m | États-Unis Frederick Lewis Matthew Boling Matthew Moorer Justin Robinson | 2:59.30 WRU20 | Jamaïque Evaldo Whitehorne Jeremy Farr Bovel McPherson Anthony Cox | 3:00.99  | Brésil Lucas Rodrigues Bruno Benedito Lucas Conceição Vilar Douglas Hernandes | 3:02.84  |
| 10 000 m marche | César Córdoba Mexique                                                    | 42:26.83      | Carlos Mercenario Arsof Mexique                                    | 43:08.94 | Sebastián Merchán Colombie                                                    | 43:16.71 |
| Saut en hauteur | Erick Portillo Mexique                                                   | 2.18          | Charles McBride II États-Unis                                      | 2.14     | Nicolas Numair Chili                                                          | 2.14     |
| Saut à la perche | Branson Ellis États-Unis                                                 | 5.35          | Pablo Zaffaroni Argentine                                          | 5.20     | Max Manson États-Unis                                                         | 5.15     |
| Saut en longueur | Wayne Pinnock Jamaïque                                                   | 7.82          | Phillip Austin III États-Unis                                      | 7.82     | Shaquille Lowe Jamaïque                                                       | 7.47     |
| Triple saut | Geiner Moreno Colombie                                                   | 16.40         | Andy Hechevarría Cuba                                              | 16.33    | Terrol Wilson Jamaïque                                                        | 15.99    |
| Lancer du poids | Otito Ogbonnia États-Unis                                                | 20.72         | Joshua Sobota États-Unis                                           | 20.56    | Juan Carley Vázquez Cuba                                                      | 20.16    |
| Lancer du disque | Claudio Romero Chili                                                     | 62.07         | Dabirac Pérez Cuba                                                 | 61.48    | Joshua Sobota États-Unis                                                      | 61.32    |
| Lancer du marteau | Rowan Hamilton Canada                                                    | 75.35         | Ronald Mencia Cuba                                                 | 71.34    | Julio Nobile Argentine                                                        | 69.40    |
| Lancer du javelot | Tzuriel Pedigo États-Unis                                                | 76.95 RPU20   | Luis Dias Da Silva Brésil                                          | 74.51    | Tyriq Horsford Trinité-et-Tobago                                              | 71.42    |
| Décathlon (junior) | Yancarlos Hernández Cuba                                                 | 7254          | Jett Kinder États-Unis                                             | 6627     | Esteban Ibañez Guevara Salvador                                               | 6426     |
| Records et Performances - AR : Record continental (area record) - CR : Record des championnats (championship record) - MR : Record du meeting (meet record) - NR : Record national (national record) - OR : Record olympique (olympic record) - PR : Record paralympique (paralympic record) - PB : Record personnel (personal best) - SB : Meilleure performance personnelle de la saison (season's best) - WL : Meilleure performance mondiale de l'année (world leader) - WJR : Record du monde junior (world junior record) - WR : Record du monde (world record) Circonstances et Conditions - DNF : N'a pas terminé (did not finish) - DNS : N'a pas pris le départ (did not start) - DQ : Disqualification (disqualification) - NM : Aucun essai valable enregistré (No Mark) - Q : Qualifié « directement » au prochain tour (ou à la prochaine compétition), lors d'une compétition majeure, grâce au classement ou à la réalisation des minima (automatic qualifier) - q : Qualifié au prochain tour (ou à la prochaine compétition), lors d'une compétition majeure, grâce au repêchage ou à la réalisation de l'une des meilleures performances parmi celles des « non qualifiés directement » (grâce au meilleur temps ou à la meilleure distance par exemple) (secondary qualifier) |                                                                          |               |                                                                    |          |                                                                               |          |

### Femmes
| Épreuve | Or                                                                        | Or             | Argent                                                             | Argent   | Bronze                                                                     | Bronze   |
| --- | ------------------------------------------------------------------------- | -------------- | ------------------------------------------------------------------ | -------- | -------------------------------------------------------------------------- | -------- |
| 100 mètres -1.4 m/s | Briana Williams Jamaïque                                                  | 11.38          | Thelma Davies États-Unis                                           | 11.39    | Brandee Presley États-Unis                                                 | 11.41    |
| 200 mètres +1.4 m/s | Lanae-Tava Thomas États-Unis                                              | 22.80          | Jayda Eckford États-Unis                                           | 23.04    | Lorraine Barbosa Brésil                                                    | 23.06    |
| 400 mètres | Kayla Davis États-Unis                                                    | 51.61          | Alexis Holmes États-Unis                                           | 52.59    | Doneisha Anderson Bahamas                                                  | 53.23    |
| 800 mètres | Athing Mu États-Unis                                                      | 2:05.50        | Aurora Rynda Canada                                                | 2:07.78  | Morgan Foster États-Unis                                                   | 2:07.96  |
| 1 500 mètres | Maggie Smith Canada                                                       | 4:25.47        | Rachel Hickey États-Unis                                           | 4:26.83  | Joselyn Chau Canada                                                        | 4:27.20  |
| 3 000 mètres | Brogan MacDougall Canada                                                  | 9:23.23        | Marlee Starliper États-Unis                                        | 9:27.88  | Ana Cifuentes Colombie                                                     | 10:07.41 |
| 5 000 mètres | Sofia Mamani Pérou                                                        | 17:16.59       | Anne Forsyth Canada                                                | 17:20.66 | Mariana Martínez Mexique                                                   | 17:30.49 |
| 100 mètres haies +0.6 m/s | Jasmine Jones États-Unis                                                  | 13.20          | Ackera Nugent Jamaïque                                             | 13.37    | Micaela Rosa De Mello Brésil                                               | 13.41    |
| 400 mètres haies | Jessica de Oliveira Brésil                                                | 55.94 PRU20    | Masai Russell États-Unis                                           | 56.29    | Valeria Cabezas Caracas Colombie                                           | 56.67    |
| 3 000 m steeple | Lydia Olivere États-Unis                                                  | 10:12.16       | Grace Fetherstonhaugh Canada                                       | 10:32.13 | Megan Worrel États-Unis                                                    | 10:48.04 |
| 4 × 100 m | États-Unis Thelma Davies Semira Killebrew Caisja Chandler Brandee Presley | 43.51          | Jamaïque Briana Williams Shakiera Bowra Michae Harriot Brandy Hall | 44.36    | Canada Tatiana Aholou Catherine Léger Deondra Green Makenzy Pierre-Webster | 44.42    |
| 4 × 400 m | États-Unis Alexis Holmes Kimberly Harris Ziyah Holman Kayla Davis         | 3:24.04 WRU20  | Canada Lauren Gale Aurora Rynda Alyssa Marsh Catherine Léger       | 3:30.68  | Jamaïque Daniella Deer Shaqueena Foote Lashanna Graham Kavia Francis       | 3:31.34  |
| 10 000 m marche | Glenda Morejón Équateur                                                   | 44:46.02       | Mary Luz Andia Pérou                                               | 45:22.94 | Noelia Vargas Costa Rica                                                   | 46:32.92 |
| Saut en hauteur | Sanaa Barnes États-Unis                                                   | 1.83           | Lamara Distin Jamaïque                                             | 1.81     | Shelby Tyler États-Unis                                                    | 1.78     |
| Saut à la perche | Nastassja Campbell États-Unis                                             | 4.27           | Hayley Horvath États-Unis                                          | 3.90     | Luciana Gomez Iriondo Argentine                                            | 3.80     |
| Saut en longueur | Claire Bryant États-Unis                                                  | 6.15           | Shantae Foreman Jamaïque                                           | 6.13     | Ijeyikowoicho Onah États-Unis                                              | 6.09     |
| Triple saut | Lotavia Brown Jamaïque                                                    | 13.22          | Leyanis Pérez Cuba                                                 | 13.21    | Mikeisha Welcome Saint-Vincent-et-les-Grenadines                           | 13.15    |
| Lancer du poids | Trinity Tutti Canada                                                      | 15.95          | Tedreauna Britt États-Unis                                         | 15.80    | Patience Marshall États-Unis                                               | 15.69    |
| lancer du disque | Melany del Pilar Matheus Cuba                                             | 59.53 RPU20    | Trinity Tutti Canada                                               | 54.87    | Silinda Morales Cuba                                                       | 54.75    |
| Lancer du marteau | Liz Collia Cuba                                                           | 62.36          | Hawa Mahama États-Unis                                             | 61.61    | Alegna Osorio Mayarí Cuba                                                  | 60.15    |
| Lancer du javelot | Yuleisy Angulo Équateur                                                   | 58.96          | Skylar Ciccolini États-Unis                                        | 53.58    | Ava Curry États-Unis                                                       | 47.67    |
| Heptathlon | Anna Hall États-Unis                                                      | 5847 pts RPU20 | Marys Patterson Cuba                                               | 5420     | Timara Chapman États-Unis                                                  | 5060     |
| Records et Performances - AR : Record continental (area record) - CR : Record des championnats (championship record) - MR : Record du meeting (meet record) - NR : Record national (national record) - OR : Record olympique (olympic record) - PR : Record paralympique (paralympic record) - PB : Record personnel (personal best) - SB : Meilleure performance personnelle de la saison (season's best) - WL : Meilleure performance mondiale de l'année (world leader) - WJR : Record du monde junior (world junior record) - WR : Record du monde (world record) Circonstances et Conditions - DNF : N'a pas terminé (did not finish) - DNS : N'a pas pris le départ (did not start) - DQ : Disqualification (disqualification) - NM : Aucun essai valable enregistré (No Mark) - Q : Qualifié « directement » au prochain tour (ou à la prochaine compétition), lors d'une compétition majeure, grâce au classement ou à la réalisation des minima (automatic qualifier) - q : Qualifié au prochain tour (ou à la prochaine compétition), lors d'une compétition majeure, grâce au repêchage ou à la réalisation de l'une des meilleures performances parmi celles des « non qualifiés directement » (grâce au meilleur temps ou à la meilleure distance par exemple) (secondary qualifier) |                                                                           |                |                                                                    |          |                                                                            |          |